# Phytotelmatrichis osopaddington
Phytotelmatrichis osopaddington es una especie de escarabajo de la familia Ptiliidae, descubierta en Perú.
Su hábitat son pequeños receptáculos de agua en las base de las bromelias, se desconoce cómo logra alimentase, su tamaño es de aproximadamente 1,03 a 1,06 milímetros.
El nombre específico se refiere al personaje de libros infantiles, Oso Paddington.